# Sport Clube União Torreense
El SCU Torreense es un equipo de fútbol de Portugal que milita en la Liga de Honra, la segunda liga de fútbol más importante del país. El club juega como local en el Estadio Manuel Marques con capacidad para 2.431 espectadores.

## Historia
Fue fundado el 1 de mayo de 1917 en la ciudad de Torres Vedras con el nombre SU Torreense y han jugado en la Primeira Liga en 6 temporadas, la última en 1991/92 y su mejor posición ha sido séptimo lugar en 2 ocasiones (1955/56 y 1956/57), curiosamente su dos primeras temporadas en la máxima categoría. Cuenta también con una sección en Atletismo.
Posee también el récord de la mayor goleada en la Primeira Liga, en la temporada 1991/92, cuando derrotaron al Estoril Praia por 8-1 el 2 de mayo de 1992.
Fue finalista de la Copa de Portugal de 1956, la cual perdieron 0-2 ante el FC Porto, aparte de eso, han jugado varias temporadas en la Liga de Honra.

## Palmarés
- Liga de Honra: 1

1954/55
- Terceira Liga: 1

2021/22
- II Divisão Zona Sur: 1

1963/64
- II Divisão Zona Centro: 1

1996/97
- III Divisão Zona C: 1

1972/73
- III Divisão Zona D: 1

1976/77

## Jugadores

### Jugadores destacados
- Bernardo Vasconcelos